# Voipreux
Voipreux est une ancienne commune française, située dans le département de la Marne en région Grand Est.
Le 1er janvier 2018, elle forme avec Gionges, Oger et Vertus une nouvelle commune par fusion : Blancs-Coteaux.

## Géographie
Situé à trois kilomètres de Vertus, Voipreux est au pied de la cuesta d'Île-de-France ici la Côte des blancs.
|        |          |                                |
| Vertus | Voipreux | Villeneuve-Renneville-Chevigny |
|        | Trécon   |                                |

### Toponymie
Attestée sous la forme Vadum petrosum en 1186, « gué pierreux », Voypereux en 1366, Voipreu en 1428 et Voypreux sur la carte de Cassini.

## Histoire

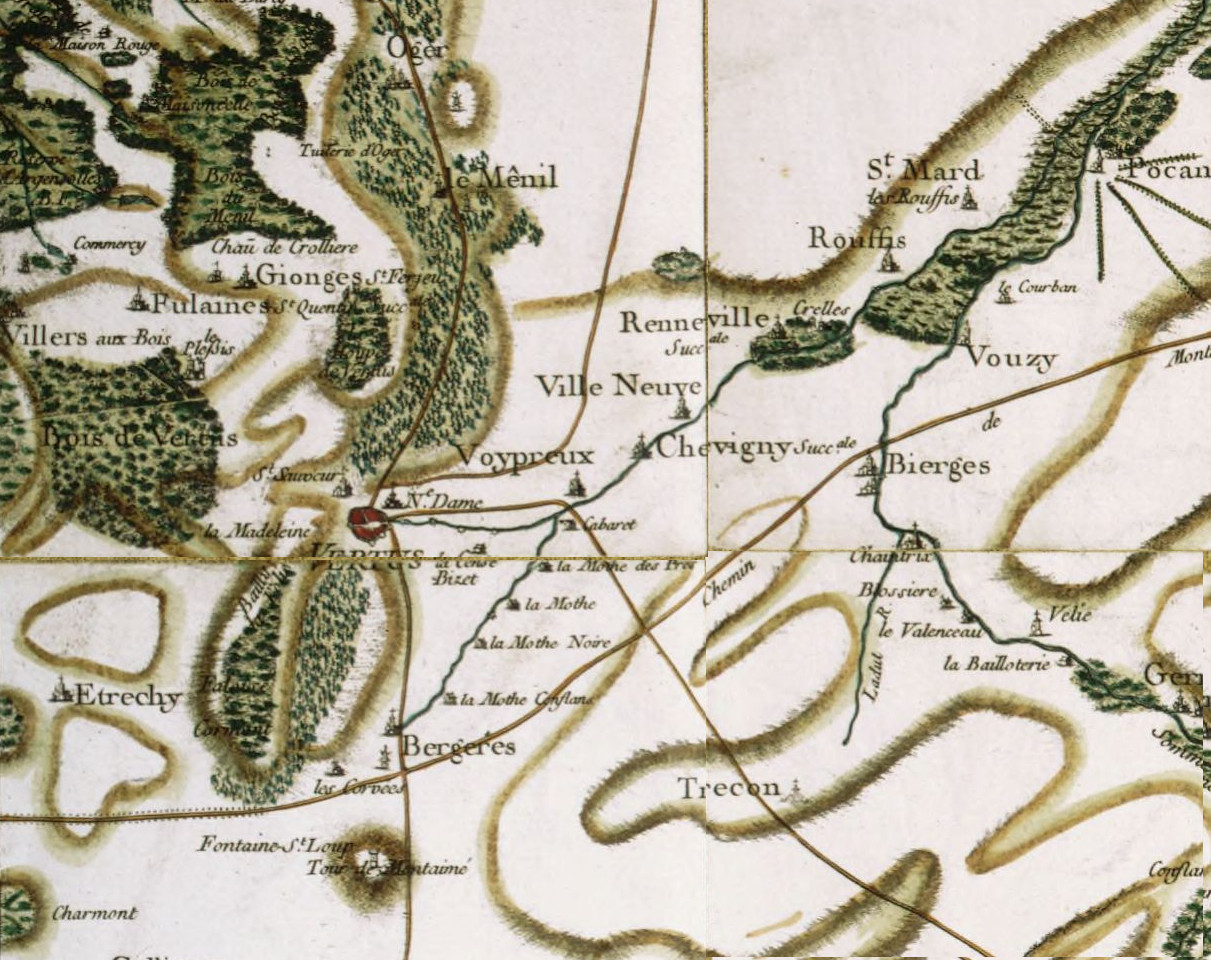
Sur la carte de Cassini.

Village d'occupation très ancienne comme l'atteste la densité des découvertes archéologiques de traces du néolithique. Centre d'un pagus au Moyen Âge, il fut une ville fortifiée du comté de Champagne. Son importance s'est maintenue par la présence du gué qui permet de traverser l'affluent de La Berle qui est alimenté par les résurgences karstiques provenant du plateau sur la confluence des routes sur l'axes est/ouest qui croise l'axe nord/sud.
Par décret du 29 mars 2017, la commune est détachée le 31 mars 2017 de l'arrondissement de Châlons-en-Champagne pour intégrer l'arrondissement d'Épernay.

## Politique et administration
| Période                                  | Période                      | Identité      | Étiquette | Qualité                         |
| ---------------------------------------- | ---------------------------- | ------------- | --------- | ------------------------------- |
| Les données manquantes sont à compléter. |                              |               |           |                                 |
| avant 1876                               | après 1877                   | Hadot         |           |                                 |
| 2001                                     | En cours (au 4 juillet 2014) | Alain Peuchot |           | Réélu pour le mandat 2014-2020, |

## Démographie
L'évolution du nombre d'habitants est connue à travers les recensements de la population effectués dans la commune depuis 1793. Pour les communes de moins de 10 000 habitants, une enquête de recensement portant sur toute la population est réalisée tous les cinq ans, les populations de référence des années intermédiaires étant quant à elles estimées par interpolation ou extrapolation. Pour la commune, le premier recensement exhaustif entrant dans le cadre du nouveau dispositif a été réalisé en 2008.

En 2015, la commune comptait 229 habitants, en évolution de +8,02 % par rapport à 2009 (Marne : −1,19 %, France hors Mayotte : +2,11 %).
| 1793 | 1800 | 1806 | 1821 | 1831 | 1836 | 1841 | 1846 | 1851 |
| ---- | ---- | ---- | ---- | ---- | ---- | ---- | ---- | ---- |
| 59   | 62   | 74   | 80   | 93   | 93   | 98   | 107  | 111  |

| 1856 | 1861 | 1866 | 1872 | 1876 | 1881 | 1886 | 1891 | 1896 |
| ---- | ---- | ---- | ---- | ---- | ---- | ---- | ---- | ---- |
| 116  | 107  | 100  | 116  | 104  | 102  | 103  | 100  | 99   |

| 1901 | 1906 | 1911 | 1921 | 1926 | 1931 | 1936 | 1946 | 1954 |
| ---- | ---- | ---- | ---- | ---- | ---- | ---- | ---- | ---- |
| 118  | 111  | 112  | 98   | 102  | 107  | 105  | 106  | 97   |

| 1962 | 1968 | 1975 | 1982 | 1990 | 1999 | 2006 | 2008 | 2013 |
| ---- | ---- | ---- | ---- | ---- | ---- | ---- | ---- | ---- |
| 96   | 92   | 105  | 168  | 160  | 181  | 204  | 210  | 233  |

| 2015 | - | - | - | - | - | - | - | - |
| ---- | - | - | - | - | - | - | - | - |
| 229  | - | - | - | - | - | - | - | - |

## Lieux et monuments
- L'église Saint-Pierre [11] date du XIIe siècle.
- Nécropole mérovingienne.
- Menhir.
- Gîte rural.
- Producteurs de champagne.